# دورنير دو 228
دورنير دو 228 (بالإنجليزية: Dornier Do 228)‏ هي طائرة رحلات جوية إقليمية ونقل نفعي، ذات إقلاع وهبوط قصير، بسعة 15–19 مقعد. أنتجت في 1981 بألمانيا. من صناعة دورنير للطائرات. كان أول طيران لها في مارس 21, 1981. دخلت الخدمة في 1982، ومازالت في الخدمة حتى الآن. صنع منها 270 طائرة، وسعر الطائرة الواحدة منها هو 7,000,000 Dornier 228NG دولار.